# Piwi

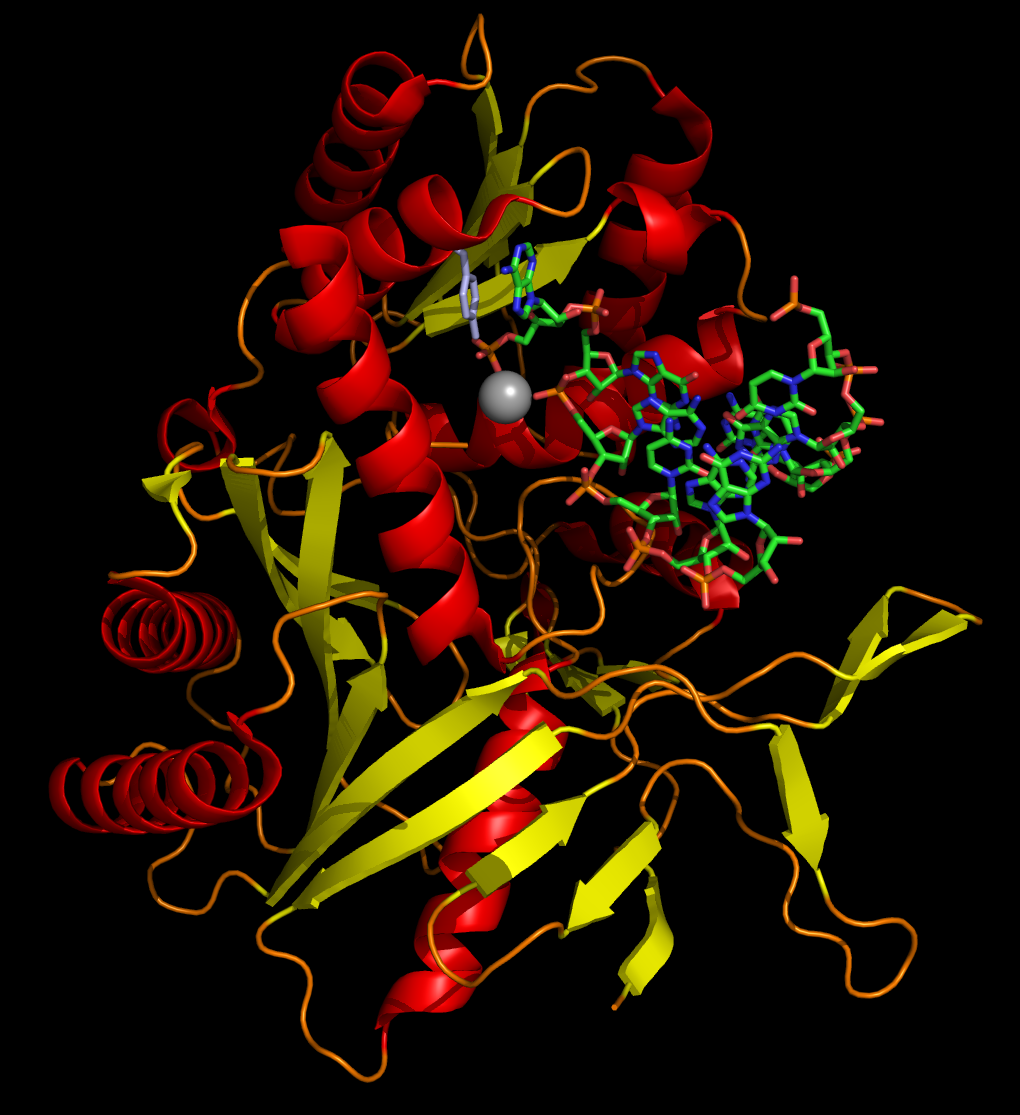
O domínio piwi de uma proteína argonaute com siRNA ligado, componentes do complexo de silenciamento induzido por RNA que medeia o silenciamento de genes por interferência de RNA.

Os genes piwi (ou PIWI) foram identificados como reguladores proteínas responsáveis por células estaminais e células germinativas diferenciação. Piwi é uma abreviatura de P-element Induced WImpy testículo em Drosophila. As proteínas Piwi são proteínas de ligação a RNA altamente conservadas e estão presentes em plantas e animais. As proteínas Piwi pertencem à família Argonaute / Piwi e foram classificadas como proteínas nucleares. Estudos sobre Drosophila também indicaram que as proteínas Piwi têm uma atividade mais fina conferida pela presença do domínio Piwi. Além disso, Piwi se associa à proteína 1 da heterocromatina, um modificador epigenético e sequências complementares de piRNA. Essas são indicações do papel que Piwi desempenha na regulação epigenética. Pensa-se também que as proteínas Piwi controlem a biogênese do piRNA, já que muitas proteínas semelhantes ao Piwi contêm atividade slicer que permitiria que as proteínas Piwi processassem o piRNA precursor em piRNA maduro.

## Estrutura e função das proteínas
A estrutura de várias proteínas Piwi e Argonaute (Ago) foi resolvida. As proteínas Piwi são proteínas de ligação a RNA com 2 ou 3 domínios: O domínio PAZ do terminal N liga a extremidade 3 'do RNA guia; o domínio MID médio liga o 5'-fosfato de RNA; e o domínio PIWI C-terminal atua como uma endonuclease de RNase H que pode clivar o RNA. Os pequenos parceiros de RNA das proteínas Ago são microRNAs (miRNAs). As proteínas ago utilizam miRNAs para silenciar genes pós-transcricionalmente ou usar RNAs interferentes pequenos (siRNAs) nos mecanismos de silenciamento de transcrição e pós-transcrição. As proteínas Piwi interagem com os piRNAs (28-33 nucleotídeos) que são mais longos que os miRNAs e siRNAs (~20 nucleotídeos), sugerindo que suas funções são distintas das proteínas Ago.

## Proteínas Piwi humanas
Atualmente, existem quatro proteínas Piwi humanas conhecidas - proteína 1 do tipo PIWI, proteína 2 do tipo PIWI, proteína 3 do tipo PIWI e proteína 4 do tipo PIWI. Todas as proteínas Piwi humanas contêm dois domínios de ligação ao RNA, PAZ e Piwi. As quatro proteínas do tipo PIWI têm um local de ligação espaçoso no domínio PAZ, o que lhes permite ligar o volumoso 2'-OCH3 na extremidade 3' do RNA que interage com o piwi.
Um dos principais homólogos humanos, cuja regulação positiva está implicada na formação de tumores como os seminomas, é chamado hiwi (human piwi).
Proteínas homólogas em camundongos têm sido chamadas de miwi (mouse piwi).

## Papel nas células da linha germinativa
As proteínas PIWI desempenham um papel crucial no desenvolvimento da fertilidade e da linha germinativa entre animais e ciliados. Recentemente identificadas como um componente granular polar, as proteínas PIWI parecem controlar tanto a formação de células germinativas que, na ausência de proteínas PIWI, há uma diminuição significativa na formação de células germinativas. Observações semelhantes foram feitas com os homólogos do mouse de PIWI, MILI, MIWI e MIWI2. Sabe-se que esses homólogos estão presentes na espermatogênese. Miwi é expresso em vários estágios de formação de espermatócitos e alongamento de espermatídeos, onde Miwi2 é expresso nas células de Sertoli. Camundongos deficientes em Mili ou Miwi-2 sofreram parada de células-tronco espermatogênicas e aqueles sem Miwi-2 sofreram uma degradação da espermatogonia. Os efeitos das proteínas piwi nas germlines de humanos e camundongos parecem originar-se de seu envolvimento no controle da tradução, já que Piwi e o pequeno RNA não codificante, o RNA interativo da piwi (piRNA), co-fracionam polissomos. A via piwi-piRNA também induz a formação de heterocromatina nos centrômeros, afetando a transcrição. A via piwi-piRNA também parece proteger o genoma. Observado pela primeira vez em Drosophila, as vias mutantes do piwi-piRNA levaram a um aumento direto nas quebras de dsDNA nas células germinativas do ovário. O papel da via piwi-piRNA no silenciamento de transposões pode ser responsável pela redução nas quebras de dsDNA nas células germinativas.

## Papel na interferência do RNA
O domínio piwi é um domínio proteico encontrado nas proteínas piwi e um grande número de proteínas de ligação a ácidos nucleicos relacionados, especialmente aquelas que se ligam e clivam o RNA. A função do domínio é a hidrólise do RNA de cadeia simples, guiada por RNA de fita dupla, que foi determinada na família argonauta de proteínas relacionadas.  Argonautas, a família mais bem estudada de proteínas de ligação a ácidos nucleicos, são enzimas do tipo RNase H que desempenham as funções catalíticas do complexo de silenciamento induzido por RNA (RISC). No conhecido processo celular de interferência do RNA, a proteína argonauta no complexo RISC pode ligar o ARN interferente pequeno (siRNA) gerado a partir de RNA de fita dupla exógena e o microRNA (miRNA) gerado a partir de RNA não codificador endógeno, ambos produzidos por a ribonuclease Dicer, para formar um complexo RNA-RISC. Esse complexo liga e cliva o RNA mensageiro do emparelhamento de bases complementares, destruindo-o e impedindo sua tradução em proteínas. Os domínios de piwi cristalizados têm um local de ligação básico conservado para a extremidade 5 ' do RNA ligado; no caso de proteínas de argonauta que se ligam a cadeias de siRNA, a última base nucleotídica não emparelhada do siRNA também é estabilizada pelo empilhamento de bases - interações entre a base e os resíduos de tirosina vizinhos.
Evidências recentes sugerem que o papel funcional das proteínas piwi na determinação da linha germinativa é devido à sua capacidade de interagir com os miRNAs. Os componentes da via miRNA parecem estar presentes no plasma de polo e desempenhar um papel fundamental no desenvolvimento e morfogênese precoces de embriões de Drosophila melanogaster, nos quais a manutenção da linha germinativa tem sido extensivamente estudada.

## piRNAs e silenciamento de transposões
Recentemente, uma nova classe de miRNAs acima da média, conhecida como RNAs que interagem com Piwi (piRNAs), foi definida em células de mamíferos, com cerca de 26-31 nucleotídeos de comprimento em comparação com o miRNA ou siRNA mais típico de cerca de 21 nucleotídeos. Esses piRNAs são expressos principalmente em células espermatogênicas nos testículos de mamíferos. No entanto, estudos recentes relataram que a expressão do piRNA pode ser encontrada nas células somáticas do ovário e neurônio nos invertebrados, bem como em muitas outras células somáticas de mamíferos. piRNAs foram identificados nos genomas de camundongos, ratos e humanos, com uma organização genômica "agrupada" incomum que pode se originar de regiões repetitivas do genoma, como retrotransposons ou regiões normalmente organizadas em heterocromatina, e normalmente derivadas exclusivamente a partir da cadeia anti-sentido do RNA de cadeia dupla. piRNAs foram classificados como pequenos RNAs interferentes associados à repetição ( rasiRNAs). Embora sua biogênese ainda não seja bem compreendida, acredita-se que os piRNAs e as proteínas Piwi formem um sistema endógeno para silenciar a expressão de elementos genéticos egoístas, como retrotransposons e, assim, impedir que os produtos gênicos de tais sequências interfiram na formação de células germinativas.